# 马殷庙
25°04′23″N 111°13′06″E / 25.07306°N 111.21833°E
马殷庙位于中国广西壮族自治区賀州市富川瑶族自治县朝东镇福溪村，是祭祀五代十国时期楚王马殷的庙宇，2006年被列为第六批全国重点文物保护单位。
马殷庙由马楚大王庙、马楚都督庙组成，两者之间建有风雨桥。马楚大王庙始建于明洪武二十九年（1396年），原址在村北，清道光二十八年（1848年）迁至现址。马楚都督庙始建于明永乐十一年（1413年），清代多次维修扩建，由大殿、戏台和戏坪组成，大殿又称百柱庙。两庙之间有溪水相隔，建有风雨桥名为钟灵桥。